# Grand Prix Wielkiej Brytanii 1950
Grand Prix Wielkiej Brytanii 1950 lub Grand Prix Europy 1950 (oryg. III RAC British Grand Prix lub XI Grand Prix d’Europe) – pierwsza runda Mistrzostw Świata Formuły 1 w sezonie 1950. Grand Prix odbyła się 13 maja na torze Silverstone w Wielkiej Brytanii.
Wyścig zakończył się zwycięstwem Alfa Romeo, kiedy Giuseppe Farina startujący z pole position, Luigi Fagioli i Reg Parnell dojechali do mety na trzech pierwszych miejscach. Najszybsze okrążenie wyścigu wykonał Farina.

## Przed Formułą 1

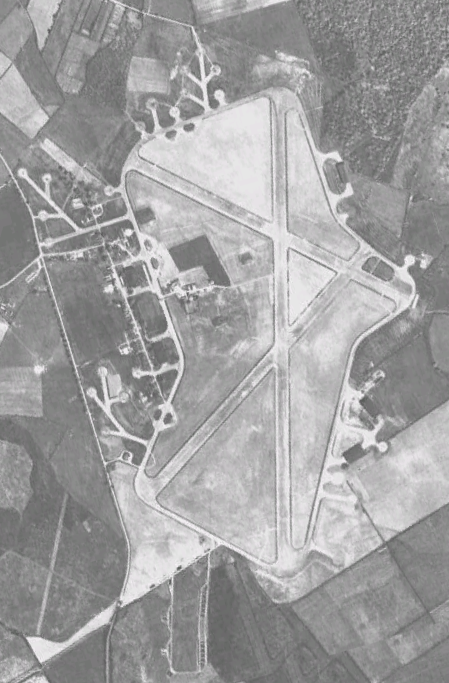
Lotnisko RAF Silverstone w 1945 roku

Po zakończeniu II wojny światowej zaczęto mówić o konieczności zorganizowania jednolitej i połączonej ze sobą serii zawodów, która na koniec sezonu miała wyłaniać mistrza świata kierowców Formuły 1. W 1947 grupa przyjaciół zorganizowała wyścig, po czym torem zainteresował się brytyjski Royal Automobile Club, który w 1948 roku otrzymał pozwolenie na dzierżawę tego miejsca od Ministerstwa Lotnictwa. Na miejscu toru znajdowało się gospodarstwo rolne i chlewnia. RAC zatrudniło rolnika Jamesa Wilsona Browna, by ten w czasie dwóch miesięcy utworzył tor wyścigowy. Pierwszy układ toru miał około 6 km długości, wygląd trasy toru przypominał klepsydrę. Trasę wyznaczały bele siana, prowizoryczne boksy zostały ulokowane w okolicy obecnego zakrętu Farm. 2 października tego samego roku odbyło się Grand Prix Wielkiej Brytanii 1948, w którym zwyciężył Luigi Villoresi w Maserati, na tor przybyły tysiące kibiców. W 1949 roku pasy startowe zostały usunięte, zmieniono układ zakrętów a tor został skrócony do ponad 4,5 km i w maju odbył się wyścig Formula One Daily Express International Trophy, w sierpniu tego samego roku odbył się drugi wyścig BRDC International Trophy 1949, w którym zwyciężył Alberto Ascari z Ferrari.
W 1949 roku Fédération Internationale de l’Automobile powołała nową serię wyścigową, która miała mieć taką samą formę jak seria motocyklowa utworzona w tym samym roku, dlatego zastosowano regulamin techniczny mówiący o ograniczeniu pojemności silników.

## Tło
W 1950 roku, przed Grand Prix Wielkiej Brytanii zorganizowano cztery niezaliczane do mistrzostw świata Formuły 1 Grand Prix – 10 kwietnia Grand Prix Pau i Richmond Trophy, 16 kwietnia Grand Prix San Remo oraz 30 kwietnia Grand Prix Paris.
Grand Prix Wielkiej Brytanii zorganizowane w 1950 roku jest pierwszym oficjalnym wyścigiem w historii Mistrzostw Świata Formuły 1. Grand Prix zostało zorganizowane na torze Silverstone w Wielkiej Brytanii, który został utworzony jako lotnisko RAF Silverstone w 1943 i służył podczas II wojny światowej jako baza lotnicza bombowców brytyjskich Royal Air Force.
Po zakończeniu II wojny światowej obiekt stał się miejscem zainteresowania fanów sportów motorowych, którzy jako pierwsi zorganizowali wyścig, który odbył się w 1948 roku.
Organizatorzy Grand Prix Wielkiej Brytanii mieli do dyspozycji mały budżet, dlatego trasę wyznaczono poprzez ułożenie siana w odpowiednich miejscach, a aleja serwisowa była wykonana prowizorycznie.
Do wyścigu zostało zgłoszonych 25 kierowców z czternastu prywatnych i czterech fabrycznych zespołów.
Organizatorzy chcieli by w Grand Prix udział wzięło Ferrari, zagwarantowali 250 funtów szterlingów za każdy startujący samochód. Enzo Ferrari stwierdził, że zespół Ferrari nie wystartuje w wyścigu ze względu na zbyt małe wynagrodzenie, które nie pokryje kosztów transportu.

## Treningi i kwalifikacje
Siedmiu kierowców rozpoczęło Grand Prix z oponami Pirelli, jeden z oponami Englebert, a pozostali kierowcy z oponami Dunlop.
W treningach przed kwalifikacjami kierowcy Alfa Romeo okazali się najszybsi.
W kwalifikacjach nie wystartował: Brian Shawe-Taylor zgłoszony z Joe Fry’em i Tony Rolt zgłoszony z Peterem Walkerem, ale zostali dopuszczeni do wyścigu. Natomiast Felice Bonetto, który nie był obecny podczas kwalifikacji, nie został dopuszczony do zawodów.
Cztery pierwsze miejsca zostały zdobyte przez kierowców Alfa Romeo – Giuseppę Farinę, Luigiego Fagioliego, Juana Manuela Fangio i Rega Parnella, a na piątym miejscu zakwalifikował się Prince Bira z Maserati.

## Wyścig

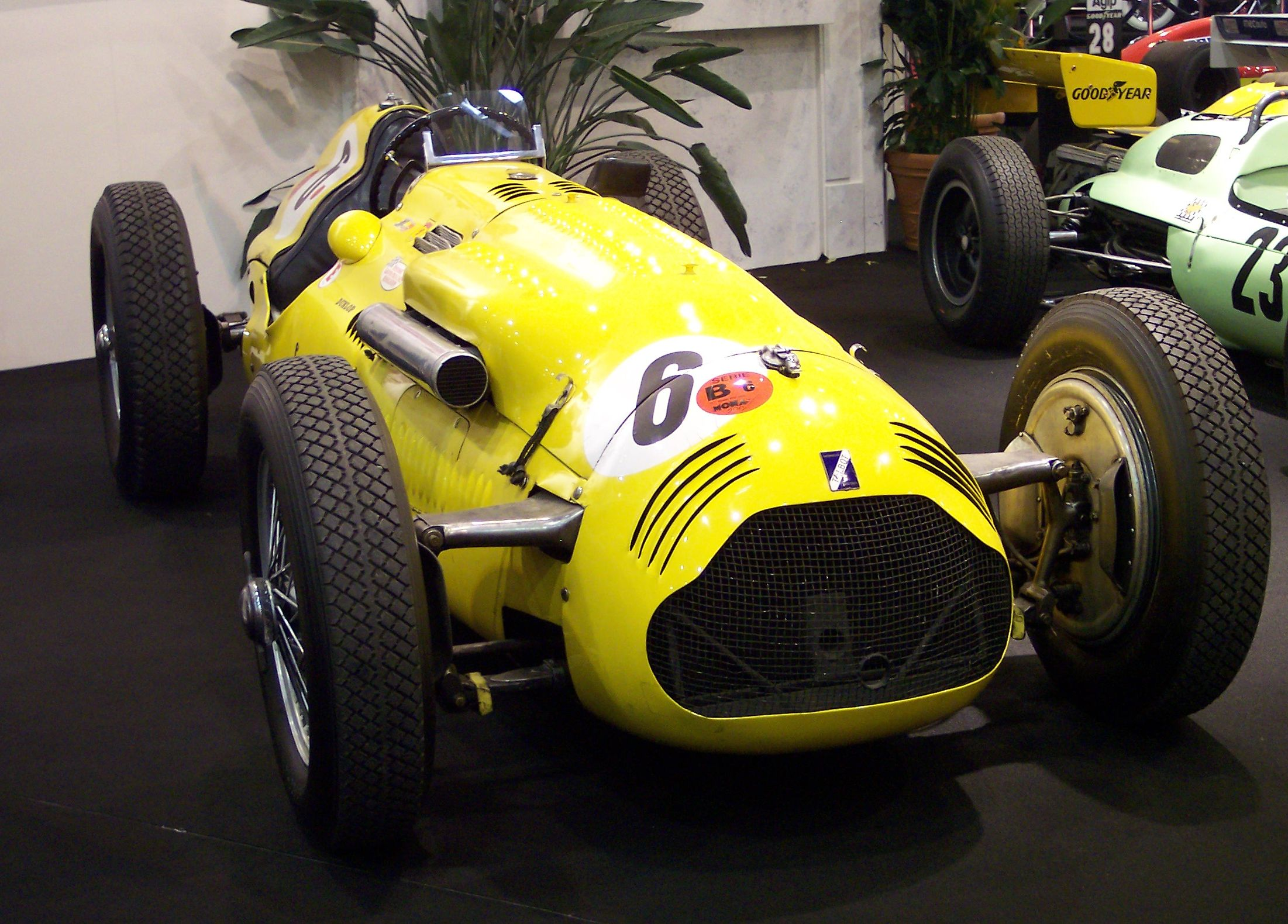
Talbot-Lago T26C Johnny’ego Claesa z zespołu Écurie Belge

Na wyścig przybyło 200 000 widzów, w tym para królewska – Jerzy VI Windsor i Elżbieta Bowes-Lyon.
W czasie wyścigu panowała łagodna, słoneczna i sucha pogoda. Kierowcy ustawili się na pozycjach w formie sześciu rzędów po cztery i trzy bolidy na przemian. Giuseppe Farina wystartował z pierwszego pola i utrzymał prowadzenie przez 9 okrążeń. Przez następnych 5 okrążeń na pierwszym miejscu był Luigi Fagioli, po czym Farina powrócił na pozycję lidera. Po pierwszych dziesięciu okrążeniach Farina i Fagioli prowadzili w wyścigu. Leslie Johnson wycofał się z wyścigu na 2. okrążeniu z powodu awarii sprężarki. Z powodu awarii skrzyni biegów w bolidzie ERA E-Type Tony’iego Rolta, zakończył on jazdę po 2. okrążeniach, a jeżdżący tym samym autem Peter Walker – po 3. Na 8. okrążeniu problemy z ciśnieniem oleju miał Eugène Martin, w wyniku czego musiał zakończyć rywalizację. Natomiast inny Brytyjczyk, Reg Parnell we wczesnej fazie wyścigu miał kontakt z zającem. Na 15. okrążeniu Juan Manuel Fangio, Fagioli i Farina byli poza pierwszą pozycją, na 16. okrążeniu powrócili na czołowe miejsca, na 17. okrążeniu Fagioli objął drugie miejsce. Na 20. okrążeniu Farina ciągle był pierwszy, na kolejnych pozycjach byli Fagioli, Fangio, Reg Parnell, Prince Bira i Yves Giraud-Cabantous, Emmanuel de Graffenried i Louis Rosier, a Cuth Harrison i Philippe Étancelin zamienili się pozycją na dziesiątym miejscu. Na 24. okrążeniu Louis Chiron zakończył rywalizację z powodu awarii sprzęgła. Emmanuel de Graffenried miał awarię silnika na 32. okrążeniu, zakończył jazdę w wyścigu. Na 37. okrążeniu Fangio zjechał do boksów by dotankować bolid, Farina zjechał na dotankowanie bolidu na następnym okrążeniu, a Fagioli objął prowadzenie i okrążenie później zjechał do boksów by uzupełnić paliwo. Na 39. okrążeniu prowadzenie objął Fangio, ale został wyprzedzony przez Farinę. Farina prowadził podczas 40. okrążenia, a na następnych pozycjach byli Fagioli, Parnell, Giraud-Cabantous, Rosier, Bira, Harrison, Gerard, a Étancelin był na dziesiątym miejscu. Na 43., 44. i 49. okrążeniu problemy mieli Geoffrey Crossley (awaria układu przeniesienia napędu), David Murray (awaria silnika) i Prince Bira (problemy z wtryskiem). Joe Kelly ukończył wyścig z 57. wykonanymi okrążeniami, ale nie został sklasyfikowany. Na 62. okrążeniu Juan Manuel Fangio wypadł z toru i przez wyciek oleju także został zmuszony do opuszczenia bolidu, gdy walczył o zwycięstwo. Nino Farina utrzymał pozycję lidera w wyścigu i zwyciężył.
Trzej kierowcy Alfa Romeo zdobyli trzy pierwsze miejsca – odpowiednio: Giuseppe Farina, Luigi Fagioli i Reg Parnell.
Najszybsze okrążenie wyścigu ustanowił Giuseppe Farina na drugim okrążeniu.

## Lista startowa
Na niebieskim tle kierowcy, którzy nie wzięli udziału w kwalifikacjach, lecz współdzielili samochód w czasie wyścigu
| Nr | Kierowca                | Zespół                            | Samochód            | Silnik             | Opony |
| -- | ----------------------- | --------------------------------- | ------------------- | ------------------ | ----- |
| 1  | Juan Manuel Fangio      | Alfa Romeo                        | Alfa Romeo 158      | Alfa Romeo 1.5 R8T | P     |
| 2  | Giuseppe Farina         | Alfa Romeo                        | Alfa Romeo 158      | Alfa Romeo 1.5 R8T | P     |
| 3  | Luigi Fagioli           | Alfa Romeo                        | Alfa Romeo 158      | Alfa Romeo 1.5 R8T | P     |
| 4  | Reg Parnell             | Alfa Romeo                        | Alfa Romeo 158      | Alfa Romeo 1.5 R8T | P     |
| 5  | David Murray            | Scuderia Ambrosiana (prywatnie)   | Maserati 4CLT/48    | Maserati 1.5 R4T   | D     |
| 6  | David Hampshire         | Scuderia Ambrosiana (prywatnie)   | Maserati 4CLT/48    | Maserati 1.5 R4T   | D     |
| 8  | Leslie Johnson          | ERA                               | ERA E-Type          | ERA 1.5 R6T        | D     |
| 9  | Tony Rolt               | Tony Rolt (prywatnie)             | ERA E-Type          | ERA 1.5 R6T        | D     |
| 9  | Peter Walker            | Peter Walker (prywatnie)          | ERA E-Type          | ERA 1.5 R6T        | D     |
| 10 | Joe Fry                 | Joe Fry (prywatnie)               | Maserati 4CL        | Maserati 1.5 R4T   | D     |
| 10 | Brian Shawe-Taylor      | Brian Shawe-Taylor (prywatnie)    | Maserati 4CL        | Maserati 1.5 R4T   | D     |
| 11 | Cuth Harrison           | Cuth Harrison (prywatnie)         | ERA B-Type          | ERA 1.5 R6T        | D     |
| 12 | Bob Gerard              | Bob Gerard (prywatnie)            | ERA B-Type          | ERA 1.5 R6T        | D     |
| 14 | Yves Giraud-Cabantous   | Automobiles Talbot-Darracq SA     | Talbot-Lago T26C-DA | Talbot 4.5 R6      | D     |
| 15 | Louis Rosier            | Ecurie Rosier (prywatnie)         | Talbot-Lago T26C    | Talbot 4.5 R6      | D     |
| 16 | Philippe Étancelin      | Philippe Étancelin (prywatnie)    | Talbot-Lago T26C    | Talbot 4.5 R6      | D     |
| 17 | Eugène Martin           | Automobiles Talbot-Darracq SA     | Talbot-Lago T26C-DA | Talbot 4.5 R6      | D     |
| 18 | Johnny Claes            | Écurie Belge (prywatnie)          | Talbot-Lago T26C    | Talbot 4.5 R6      | E     |
| 19 | Louis Chiron            | Maserati                          | Maserati 4CLT/48    | Maserati 1.5 R4T   | P     |
| 20 | Emmanuel de Graffenried | Scuderia Enrico Platé (prywatnie) | Maserati 4CLT/48    | Maserati 1.5 R4T   | P     |
| 21 | Prince Bira             | Scuderia Enrico Platé (prywatnie) | Maserati 4CLT/48    | Maserati 1.5 R4T   | P     |
| 22 | Felice Bonetto          | Scuderia Milano                   | Maserati 4CLT/50    | Maserati 1.5 R4T   | P     |
| 23 | Joe Kelly               | Joe Kelly (prywatnie)             | Alta GP             | Alta 1.5 R4T       | D     |
| 24 | Geoffrey Crossley       | Geoffrey Crossley (prywatnie)     | Alta GP 2           | Alta 1.5 R4T       | D     |
| 26 | Raymond Mays            | Raymond Mays (prywatnie)          | ERA D               | ERA 1.5 R6T        | D     |
| Nr | Kierowca                | Zespół                            | Samochód            | Silnik             | Opony |

## Wyniki

### Kwalifikacje
Źródło: Statsf1.com
| P  | Nr | Kierowca                | Konstruktor(-silnik) | Opony | Czas   | Odstęp | Strata | Poz.s. |
| -- | -- | ----------------------- | -------------------- | ----- | ------ | ------ | ------ | ------ |
| 1  | 2  | Giuseppe Farina         | Alfa Romeo           | P     | 1:50,8 | –      | –      | 1      |
| 2  | 3  | Luigi Fagioli           | Alfa Romeo           | P     | 1:51   | 0:00,2 | 0:00,2 | 2      |
| 3  | 1  | Juan Manuel Fangio      | Alfa Romeo           | P     | 1:51   | 0:00   | 0:00,2 | 3      |
| 4  | 4  | Reg Parnell             | Alfa Romeo           | P     | 1:52,2 | 0:01,2 | 0:01,4 | 4      |
| 5  | 21 | Prince Bira             | Maserati             | P     | 1:52,6 | 0:00,4 | 0:01,8 | 5      |
| 6  | 14 | Yves Giraud-Cabantous   | Talbot               | D     | 1:53,4 | 0:00,8 | 0:02,6 | 6      |
| 7  | 17 | Eugène Martin           | Talbot               | D     | 1:55,4 | 0:02   | 0:04,6 | 7      |
| 8  | 20 | Emmanuel de Graffenried | Maserati             | P     | 1:55,8 | 0:00,4 | 0:05   | 8      |
| 9  | 15 | Louis Rosier            | Talbot               | D     | 1:56   | 0:00,2 | 0:05,2 | 9      |
| 10 | 9  | Peter Walker            | ERA                  | D     | 1:56,6 | 0:00,6 | 0:05,8 | 10     |
| 11 | 19 | Louis Chiron            | Maserati             | P     | 1:56,6 | 0:00   | 0:05,8 | 11     |
| 12 | 8  | Leslie Johnson          | ERA                  | D     | 1:57,4 | 0:00,8 | 0:06,6 | 12     |
| 13 | 12 | Bob Gerard              | ERA                  | D     | 1:57,4 | 0:00   | 0:06,6 | 13     |
| 14 | 16 | Philippe Étancelin      | Talbot               | D     | 1:57,8 | 0:00,4 | 0:07   | 14     |
| 15 | 11 | Cuth Harrison           | ERA                  | D     | 1:58,4 | 0:00,6 | 0:07,6 | 15     |
| 16 | 6  | David Hampshire         | Maserati             | D     | 2:01   | 0:02,6 | 0:10,2 | 16     |
| 17 | 24 | Geoffrey Crossley       | Alta                 | D     | 2:02,6 | 0:01,6 | 0:11,8 | 17     |
| 18 | 5  | David Murray            | Maserati             | D     | 2:05,6 | 0:03   | 0:14,8 | 18     |
| 19 | 23 | Joe Kelly               | Alta                 | D     | 2:06,2 | 0:00,6 | 0:15,4 | 19     |
| 20 | 10 | Joe Fry                 | Maserati             | D     | 2:07   | 0:00,8 | 0:16,2 | 20     |
| 21 | 18 | Johnny Claes            | Talbot               | E     | 2:08,8 | 0:01,8 | 0:18   | 21     |
| 22 | 22 | Felice Bonetto          | Maserati             | D     | -      | -      | -      | NW     |
| P  | Nr | Kierowca                | Konstruktor(-silnik) | Opony | Czas   | Odstęp | Strata | Poz.s. |

### Wyścig
Źródło: Wyprzedź Mnie! i statsf1.com
| P                                                     | + / –     | Nr | Kierowca                   | Konstruktor | Okr.        | Czas / Strata | Komentarz                             |
| ----------------------------------------------------- | --------- | -- | -------------------------- | ----------- | ----------- | ------------- | ------------------------------------- |
| 1                                                     | Bez zmian | 2  | Giuseppe Farina            | Alfa Romeo  | 70          | 2h:13m:23,6   |                                       |
| 2                                                     | Bez zmian | 3  | Luigi Fagioli              | Alfa Romeo  | 70          | +0:02,600     |                                       |
| 3                                                     | 1         | 4  | Reg Parnell                | Alfa Romeo  | 70          | +0:52,000     |                                       |
| 4                                                     | 2         | 14 | Yves Giraud-Cabantous      | Talbot      | 68          | +2 okr.       |                                       |
| 5                                                     | 4         | 15 | Louis Rosier               | Talbot      | 68          | +2 okr.       |                                       |
| 6                                                     | 7         | 12 | Bob Gerard                 | ERA         | 67          | +3 okr.       |                                       |
| 7                                                     | 8         | 11 | Cuth Harrison              | ERA         | 66          | +4 okr.       |                                       |
| 8                                                     | 6         | 16 | Philippe Étancelin         | Talbot      | 65          | +5 okr.       |                                       |
| 9                                                     | 7         | 6  | David Hampshire            | Maserati    | 64          | +6 okr.       |                                       |
| 10                                                    | 10        | 10 | Joe Fry Brian Shawe-Taylor | Maserati    | 45/64 19/64 | +6 okr.       | bolid współdzielony                   |
| 11                                                    | 10        | 18 | Johnny Claes               | Talbot      | 64          | +6 okr.       |                                       |
| Niesklasyfikowani                                     |           |    |                            |             |             |               |                                       |
|                                                       |           | 1  | Juan Manuel Fangio         | Alfa Romeo  | 62          |               | wyciek oleju                          |
|                                                       |           | 23 | Joe Kelly                  | Alta        | 57          |               | niesklasyfikowany                     |
|                                                       |           | 21 | Prince Bira                | Maserati    | 49          |               | wtrysk                                |
|                                                       |           | 5  | David Murray               | Maserati    | 44          |               | silnik                                |
|                                                       |           | 24 | Geoffrey Crossley          | Alta        | 43          |               | układ przeniesienia napędu            |
|                                                       |           | 20 | Emmanuel de Graffenried    | Maserati    | 36          |               | silnik                                |
|                                                       |           | 19 | Louis Chiron               | Maserati    | 24          |               | sprzęgło                              |
|                                                       |           | 17 | Eugène Martin              | Talbot      | 8           |               | ciśnienie oleju                       |
|                                                       |           | 9  | Tony Rolt Peter Walker     | ERA         | 2/5 3/5     |               | skrzynia biegów (bolid współdzielony) |
|                                                       |           | 8  | Leslie Johnson             | ERA         | 2           |               | sprężarka                             |
| Nie wystartowali / niedopuszczeni do ponownego startu |           |    |                            |             |             |               |                                       |
|                                                       |           | 22 | Felice Bonetto             | Maserati    | 0           |               | nie przybył                           |
|                                                       |           | 26 | Raymond Mays               | ERA         | 0           |               | rejestracja anulowana                 |
| P                                                     | + / –     | Nr | Kierowca                   | Konstruktor | Okr.        | Czas / Strata | Komentarz                             |

### Najszybsze okrążenie
Źródło: Wyprzedź Mnie!
| Nr | Kierowca        | Konstruktor | Czas   | Okr. |
| -- | --------------- | ----------- | ------ | ---- |
| 2  | Giuseppe Farina | Alfa Romeo  | 1:50,6 | 2    |

## Prowadzenie w wyścigu
Źródło: Racing-Reference.info
| Nr                              | Kierowca           | Okrążenia         | Suma |
| ------------------------------- | ------------------ | ----------------- | ---- |
| 2                               | Giuseppe Farina    | 1-9, 16-37, 39-70 | 63   |
| 3                               | Luigi Fagioli      | 10-15             | 6    |
| 1                               | Juan Manuel Fangio | 38                | 1    |
| \| Wykres \| \| ------ \| \| \| |                    |                   |      |
| Wykres                          |                    |                   |      |
|                                 |                    |                   |      |

## Klasyfikacja kierowców po wyścigu
Pierwsza piątka otrzymywała punkty według klucza 8-6-4-3-2, 1 punkt przyznawany był dla kierowcy, który wykonał najszybsze okrążenie w wyścigu. Klasyfikacja konstruktorów została wprowadzona w 1958 roku.
Uwzględniono tylko kierowców, którzy zdobyli jakiekolwiek punkty.
| P | +/− | Kierowca              | Starty | Punkty | P1 | P2 | P3 | PP | NO | NS |
| - | --- | --------------------- | ------ | ------ | -- | -- | -- | -- | -- | -- |
| 1 | N   | Giuseppe Farina       | 1      | 9      | 1  | –  | –  | 1  | 1  | –  |
| 2 | N   | Luigi Fagioli         | 1      | 6      | –  | 1  | –  | –  | –  | –  |
| 3 | N   | Reg Parnell           | 1      | 4      | –  | –  | 1  | –  | –  | –  |
| 4 | N   | Yves Giraud-Cabantous | 1      | 3      | –  | –  | –  | –  | –  | –  |
| 5 | N   | Louis Rosier          | 1      | 2      | –  | –  | –  | –  | –  | –  |
| P | +/− | Kierowca              | Starty | Punkty | P1 | P2 | P3 | PP | NO | NS |